# Iltkatastrofen
Den store Iltkatastrofe (forkortelse GOE fra eng. Great Oxygenation Event), iltkatastrofen eller oxygenkatastrofen var en væsentlig miljøændring på jorden, som menes at have fundet sted for ca. mellem 3,8-2,45 milliarder år siden i æonen Prækambrium, da cyanobakterier udviklede evnen til at udskille ilt som et restprodukt fra omdannelse af CO2 ved fotosyntese. Den store mængde dannede ilt medførte en økologisk krise.

## Jordens iltningsproces

### Trin 1
Fra jorden dannelse for ca. 4,54 milliarder (4,54 Ga) år siden til ca. 3,7-2,45 Ga antages O2 ikke at blive produceret af liv.

### Trin 2
I tidsperioden ca. 2,45–1,85 Ga (eller måske ca. 3,7–1,85 Ga) blev ilten først bundet i oceanerne ved kemiske reaktioner, først og fremmmest med jern, som bl.a. var opløst i verdenshavet, og gamle klipper indeholder massive aflejringer af jernmineraler, som anses for at være dannet, da jern og ilt kombineredes.

### Trin 3
Da stoffernes kemiske reaktion med ilt i verdenshavet ikke længere tog al ilten, udgassede den resterende ilt til jordens atmosfære i tidsperioden ca. 1,85–0,85 Ga. Jordens atmosfære indeholdt hypotetisk set også den stærke drivhusgas methan (CH4) og muligvis ammoniak (NH3) (se den svage sols paradoks). Methan og ilt reagerer kemisk og resultatet er kuldioxid (CO2) og vand (H2O).

### Trin 4 og 5
CO2 blev anvendt af fotosyntetiserende liv og med tiden udvikledes den nuværende atmosfære med stort iltindhold; trin 4 og 5 (0,85–0,54 Ga) og (0,54 Ga–nu).

## Konsekvenser
For de obligate anaerobe organismer, som allerede fandtes i stor mængde på landjorden og i oceanerne, virkede ilten som en gift, og samtidig fjernede iltningen vigtige algenæringsstoffer fra oceanerne. Iltkatastrofens navn henviser derfor til iltens virkninger på disse organismer. (Obligate anaerobe organismer eksisterer stadig i dag i biosfæren de steder, hvor den fri iltkoncentration er tilstrækkeligt lav.)
Verdenshavet formodedes i starten at være uigennemsigtigt gulligt, især på grund af opløst reduceret jern, men grundet iltningen omsættes langt de fleste opløste jernforbindelser og andre opløste stoffer, til uopløselige stoffer, som synker til bunds. Resultatet er at verdenshavet bliver betydeligt klarere, så sollys kan komme længere ned i vandet.
Nogle organismer tilpasser sig ilten; fakultative anaerobe organismer - og nogle organismer benytter og kræver faktisk ilten til deres stofskifte; aerobe organismer. Der dukkede også flercellede eukaryote organismer op for ca. 600 Ma siden; Ediacara-faunaen. Fra ca. 543 Ma siden sker den Kambriske Eksplosion, hvor de mange dyrerækker dukkede op, hvoraf mange stadig repræsenteres af arter i dag.
Den Internationale Mineralogiske Sammenslutning har anerkendt ca. 5.200 mineraler i 2017. De to tredjedele af de 5.200 mineraler, menes at være opstået pga. iltkatastrofen.